# Feuersteindolch

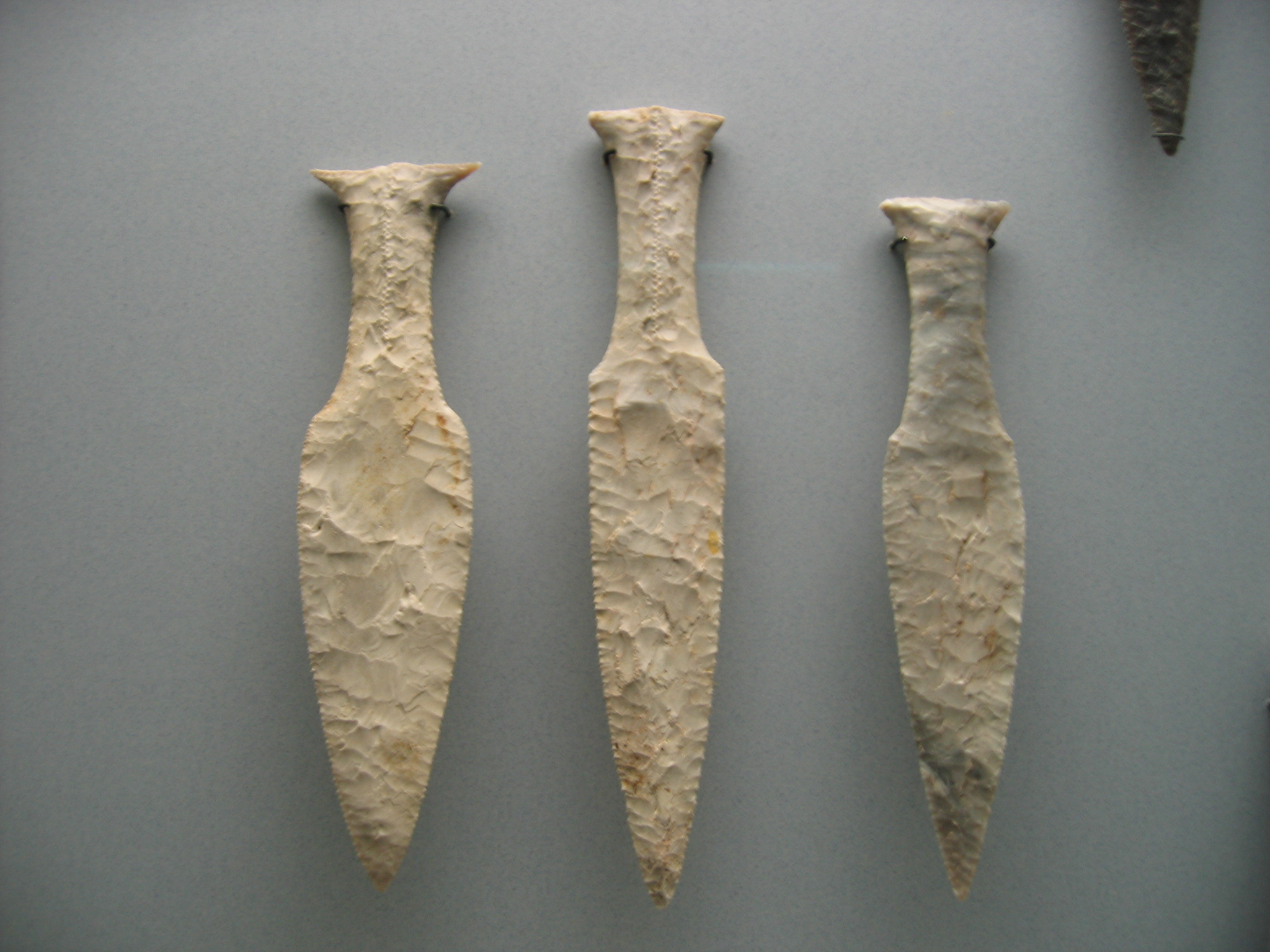
Fischschwanzdolche

Feuersteindolche (dänisch flintdolkene) stammen aus der späten Jungsteinzeit, die früher in Dänemark wegen der Menge dieser zeitgenössischen Artefakte als Dolktid (deutsch „Dolchzeit“) bezeichnet wurde. Da die Produktion von Feuersteindolchen  in der Bronzezeit andauerte, ist der Begriff nicht mehr gebräuchlich. 

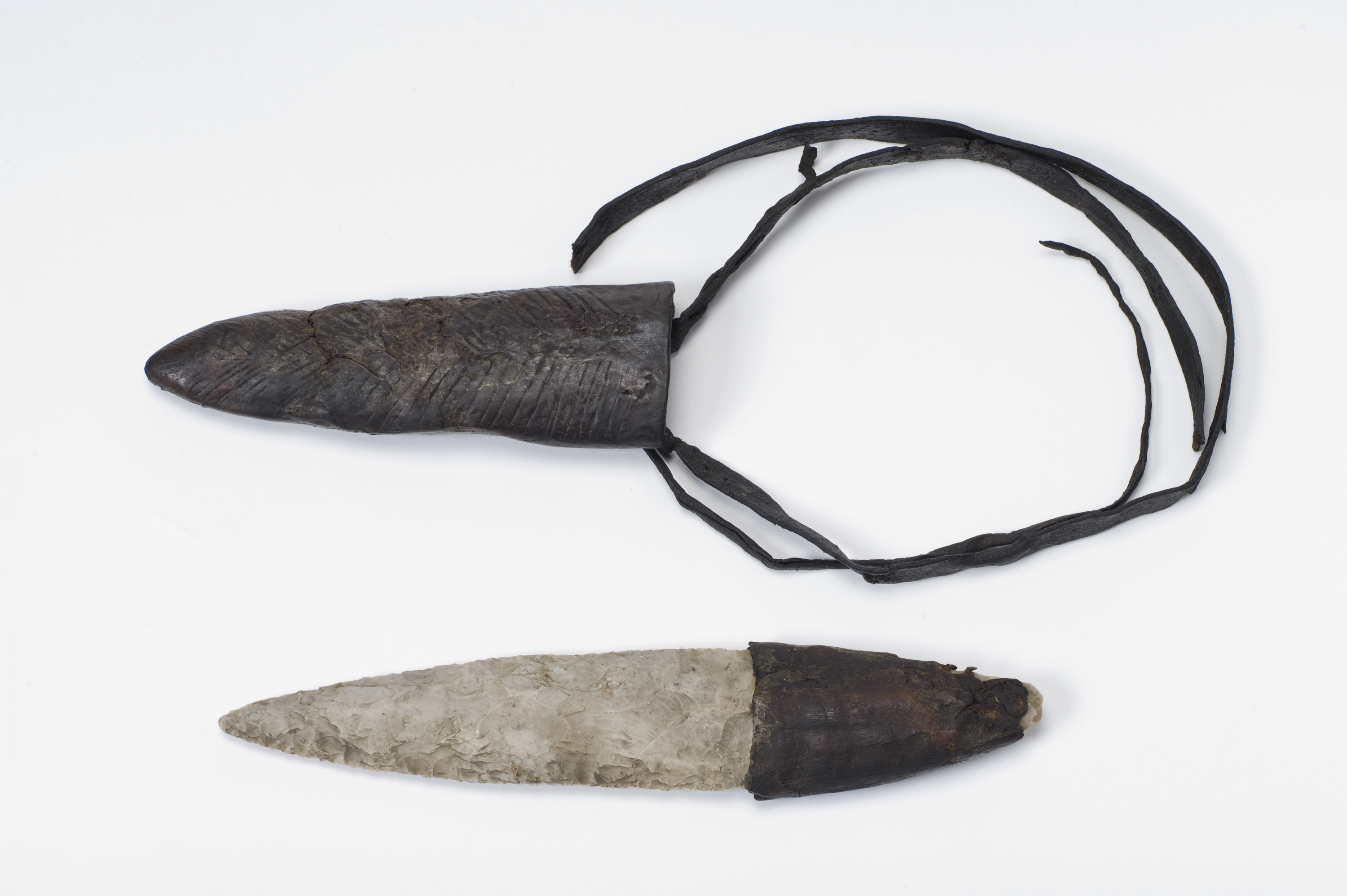
Dolchfund von Wiepenkathen

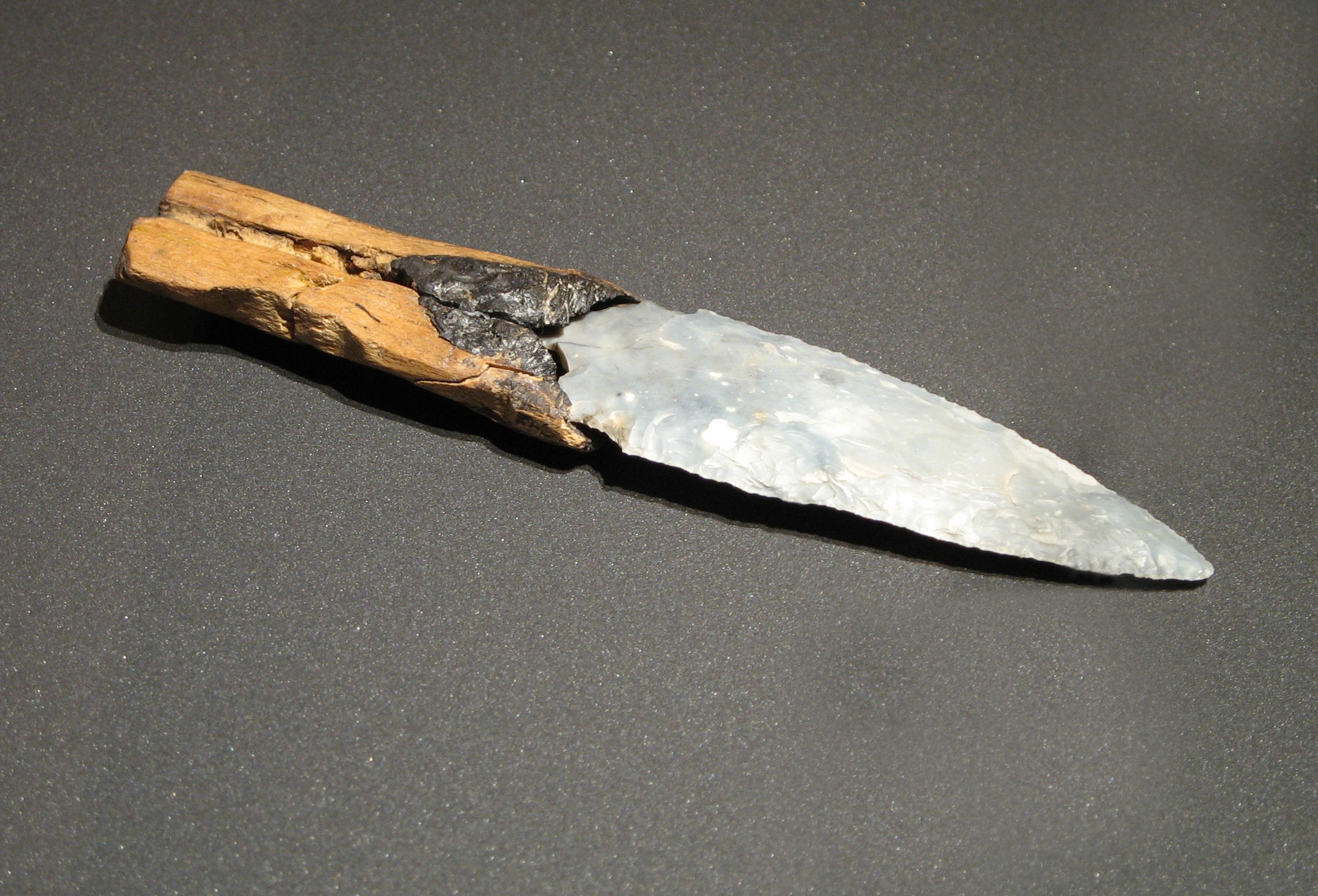
Der Feuersteindolch von Allensbach am Bodensee

Es gibt eine typologische Abfolge mit sechs Haupttypen (I-VI) von der späten Jungstein- zur frühen Bronzezeit. 
Die ältesten Dolche sind lanzettartig und haben keinen Griffteil. Die weitere Entwicklung betrifft vor allem den Griffteil. Der 27 cm lange Dolch aus dem Ganggrab von Giver, mit vierseitigem Griff, ist vom Typ IIIA. Er muss an den Übergang zur Bronzezeit (2000–1800 v. Chr.) datiert werden. Der Hortfund von Karmøy besteht aus 25 Feuersteindolchen sowie eine Anzahl von Feuersteinwerkzeugen und Abschlägen, die aus Dänemark importiert wurden und bei Hauske gefunden wurden. Der 2023 gefundene Dolch von Gessel datiert zwischen 2400 v. Chr. und 1400 v. Chr. 
Der Dolch von Hindsgavl (Typ IV) ziert die dänische 100 Kronennote. 
Die sogenannten Fischschwanzdolche stellen die jüngste Entwicklung dar. Zu einem 19,8 cm langen Dolch aus Wiepenkathen, Kreis Stade, gehörte eine Lederscheide aus Schaffell, die innen zum Schutz gegenüber der Schneide verstärkt war.